# Instituto de Estudios Almerienses
El Instituto de Estudios Almerienses (IEA) es un organismo autónomo de la Diputación Provincial de Almería (Andalucía, España) dedicado a los estudios locales de carácter multidisciplinar, a través de variadas actividades: cursos, seminarios, jornadas o congresos; itinerarios o excursiones; exposiciones; publicaciones de trabajos de temática almeriense o de creación artística de autores vinculados con la provincia de Almería; conferencias o tertulias literarias; subvenciones y becas a la investigación. El IEA pertenece a la Confederación Española de Centros de Estudios Locales, CECEL, órgano dependiente del CSIC.

“El Instituto de Estudios Almerienses de la Diputación Provincial de Almería tiene como fin propiciar y fomentar el desarrollo científico, cultural, social y económico de la provincia de Almería”. (Artículo 1, Estatutos del IEA)

Puede ser miembro del IEA cualquier persona de reconocida solvencia cultural o científica que desee participar en la consecución de los fines propios del Instituto. Su presidente es el de la Diputación Provincial, quien suele delegar esta función en el vicepresidente.

## Historia
El IEA nace el 24 de julio de 1980 por acuerdo plenario de la Diputación, tras la moción presentada por don José Miras Carrasco, diputado de Cultura. El pleno aprueba el nombramiento del primer Consejo de Dirección el día 31 de octubre. Formaron este primer Consejo las siguientes personas:
- Presidente: José Fernández Revuelta
- Vicepresidente primero: José Miras Carrasco (presidente de la Comisión de Cultura)
- Vicepresidente segundo: Juan Gómez Sánchez (presidente de la Comisión de Educación, Deportes y Turismo)
- Secretario: Javier Campos Amaro
- Tesorera: Carmen Pinteño Gómez
- Vocales:

1. José María Artero García (Ciencias de la Naturaleza)
2. José Ángel Tapia Garrido (Ciencias Humanas)
3. Francisco Rueda Cassinello (Agricultura)
4. Francisco Santos Gutiérrez (Turismo y Medio Ambiente)
5. Miguel Ángel Blanco Martín (Cultura Popular)

- Coordinación: Rafael Lázaro Pérez

Se acuerda el 17 de marzo de 1981 la comisión para redactar los Estatutos que son aprobados por el pleno de la Diputación el 30 de abril de 1982. El mismo pleno nombra al nuevo Consejo de Dirección. El 22 de noviembre de ese año se constituye el Consejo pleno del Instituto de Estudios Almerienses, en el Aula de Cultura de Unicaja. En este pleno se nombran los siguientes socios de honor: José Ángel Tapia Garrido, Manuel Mendizábal Villalba, Manuel Ocaña Jiménez, Rufino Sagredo Arnáiz, Guillermo Verdejo Vivas y Jesús Pérez de Perceval. También son nombrados los primeros socios de número, como Manuel del Águila Ortega, Joaquín Pérez Siquier o Carlos Pérez Siquier.
El IEA se rige por estatutos publicados en el Boletín Oficial de la Provincia (BOP) de 8 de febrero de 1996, texto aprobado el 24 de noviembre de 1995, una vez revisados los del año 1989, que a su vez ya reformaban los estatutos fundacionales. El Reglamento de Régimen Interior apareció en el BOP el 22 de mayo de 1998. Son modificados por el texto aprobado el 27 de septiembre de 2004 y publicados en el BOP con fecha 28 de enero de 2005. Desde 1990 las Vocalías fueron sustituidas por las Jefaturas de Departamento que cuenta con la colaboración de una Junta de Departamento.
El Consejo Editorial fue creado el 15 de marzo de 1996, en el que están representados los departamentos del IEA.
Con el nuevo siglo la Institución encara el uso normal de las posibilidades de la informática como instrumento de trabajo. Por ejemplo se ha implantado una biblioteca electrónica. Y se buscan además “nuevas fórmulas de cultura”, con el apoyo de la informática, para su uso en educación, vídeo, cine, fotografía o diseño gráfico.
El Consejo Rector (2015) está formado por las siguientes personas:
- Presidente: Gabriel Amat Ayllón
- Vicepresidente: D. Antonio Jesús Rodríguez Segura
- Dª Carmen Belén López Zapata
- D. Francisco García García
- D. Juan Pablo Yakubiuk de Pablo. En estos momentos pendiente de nueva designación de representante.
- D. Roberto Jesús Baca Martín

Jefes de Departamento (2015):
- D. María Dolores García García. Departamento de Arte y Literatura.
- D. Rubén Gutiérrez mate. Departamento de Ciencias del Hombre y la Sociedad.
- D. Juan José Moreno Balcázar. Departamento de Ciencias y Tecnología.
- D. Inmaculada Felices Esteban. Departamento de Ecología y Medio Ambiente.
- D. José Francisco García-Sánchez. Departamento de Geografía y Ordenación del Territorio.
- D. Carlos Villoria Prieto. Departamento de Historia.

Miembros del Consejo Asesor/Editorial (2015):
- D. Alfonso Ruiz García como Coordinador del Consejo Editorial y miembro del Consejo Asesor.
- Dª Mª Rosa Granados Goya como Jefa de publicaciones externas.
- D. José D. Lentisco Puche como Jefe de publicaciones internas.
- D. Juan Alberto Cano García como Director de la Revista del IEA.

- María del Rosario Viciana Cuenca. Secretaria Delegada del IEA.
- María de las Nieves Molina Sánchez. Coordinadora del IEA.

## Presidentes del IEA
| Presidentes                       | Años            |
| --------------------------------- | --------------- |
| José Fernández Revuelta           | 1980 - 1982     |
| Antonio Maresca García-Esteller   | 1982 - 1986     |
| Tomás Azorín Muñoz                | 1986 - 1995     |
| Luis Rogelio Rodríguez-Comendador | 1995 - 2003     |
| José Áñez Sánchez                 | 2003 – 2007     |
| Juan Carlos Usero López           | 2007 – 2011     |
| Gabriel Amat Ayllón               | 2011 – presente |

## Directores del IEA
| Directores                      | Años            |
| ------------------------------- | --------------- |
| Rafael Lázaro Pérez             | 1982 - 1983     |
| Gabriel Núñez Ruiz              | 1983 - 1987     |
| Gabriel Camilo Martín Cuenca    | 1987 - 1990     |
| Francisco Andújar Castillo      | 1990 – 1994     |
| Antonio Jesús Rodríguez Vaquero | 1994 – 1995     |
| Rafael Lázaro Pérez             | 1995 – 2003     |
| Valeriano Sánchez Ramos         | 2004 – 2007     |
| Miguel Naveros Pardo            | 2007 – 2011     |
| Rafael Leopoldo Aguilera        | 2011 – 2015     |
| Francisco Alonso Martínez       | 2015 – presente |

## Sede del IEA
Es un edificio historicista del siglo XIX rehabilitado, ubicado en la plaza Julio Alfredo Egea, número 3, en la capital almeriense. En el mismo se encuentran los siguientes servicios y dependencias:

### Dependencias administrativas
- Despacho de Dirección
- Despacho de Coordinación
- Negociado de Apoyo Administrativo
- Negociado de Actividades y Publicaciones

### Uso de Departamentos y miembros
- Biblioteca
- Archivo

### Uso público
- Sala de exposiciones
- Salón de actos

## Departamentos
- Arte y Literatura
- Ciencias del Hombre y la Sociedad
- Historia
- Ciencias y Tecnología
- Geografía y Ordenación del Territorio
- Ecología y Medio Ambiente

## Servicio de publicaciones
- Publicaciones internas: actas de congresos, obras de encargo.
- Publicaciones externas: convocatoria pública

### Colecciones del fondo editorial
- Artes
- Ciencias Aplicadas y Tecnología
- Ciencias Sociales y Jurídicas
- Economía
- Educación
- Etnografía y Cultura Popular
- Geografía y Ordenación del Territorio
- Guías e Itinerarios
- Historia
- Letras
- Medio Ambiente
- Publicaciones Periódicas
- Trayectorias

### Publicaciones en Internet
- Catálogo General Diputación Provincial de Almería